# Mulota Kabangu
Mulota Patou Kabangu (Chicapa, 31 de dezembro de 1985) é um futebolista congolês que atua como atacante. Atualmente, joga pelo FC St. Eloi, da República Democrática do Congo.

## Carreira
No dia 14 de dezembro de 2010, foi o autor do primeiro gol do Mazembe contra o Internacional, na vitória por 2 a 0 na semifinal do Mundial de Clubes da FIFA.
Com essa vitória, a equipe do Mazembe se tornou a primeira equipe africana a disputar a final de um Mundial de Clubes da FIFA, que anteriormente havia sido disputada apenas por equipes sul-americanas e europeias.

## Títulos
TP Mazembe
- Liga dos Campeões da CAF: 2009 e 2010
- Supercopa Africana: 2010
- Linafoot: 2007 e 2009